# Izborsk-club
De Izborsk-club (Russisch: Избо́рский клуб, Izborski Kloeb) is een conservatieve, traditionalistische en nationalistische denktank in Rusland. Deze denktank, opgericht in het najaar van 2012 bestaat uit ongeveer dertig conservatieve intellectuelen die - ondanks onderlinge meningsverschillen - scherp gekant zijn tegen het (Westerse) liberalisme en streven naar een herleving van het Russische Rijk. De naam "Izborsk" verwijst naar de gelijknamige stad waar de club in september 2012 werd opgericht.
De oprichter en voorzitter van de Izborsk-club, de ultranationalistische schrijver en journalist Aleksandr Prochanov (*1938), streeft naar "een verzoening van de 'rode' en 'witte' beginselen." Hiermee bedoelt hij een samengaan van bepaalde bolsjewistische denkbeelden (in ieder geval streven naar technologische vooruitgang, een sterke staat, antiwesters [Anti-Amerikaans] discours, sociale gerechtigheid) en het traditionalistisch-conservatisme (sterke staat, antiwesters [anti-Amerikaans] sentiment, oosterse orthodoxie, "eeuwige" waarden, nationalisme) om gezamenlijk een front te creëren tegen het liberalisme, dat volgens Prochanov en andere leden van de Izborsk-club, in strijd is met de Russische volksaard. Door deze synthese te bereiken zal Rusland weer in staat zijn om haar verloren gegane positie als wereldmacht weer terug te krijgen. Annexatie van gebieden die voorheen behoorden tot de Sovjet-Unie worden niet uitgesloten. De Izborsk-club steunt de Russische invasie van Oekraïne in 2022. Bekende intellectuelen die behoren tot de Izborsk-club zijn naast Prochanov, Vitali Averjanov (vicevoorzitter, tevens voorzitter van het Instituut voor Dynamisch Conservatisme), Aleksandr Doegin (filosoof van het Eurazianisme), Sergej Glazjev (econoom), Oleg Platonov (directeur Instituut van de Russische Beschaving), Moerat Zjazikov (voormalig president van Ingoesjetië), Michail Leontjev (tv-presentator, journalist), Andrej Kobjakov (econoom, universitair hoofddocent, tevens medevoorzitter van het Instituut voor Dynamisch Conservatisme), metropoliet Tichon Sjevkoenov en Nikolaj Starikov (oprichter Anti-Maidan Beweging, lid van de partij Rechtvaardig Rusland - Voor de Waarheid). Algemeen wordt aangenomen dat veel ideeën van de Izborsk-club worden gedeeld door de conservatieve elite in Rusland.